# 양산 송담사 묘정비
양산 송담사 묘정비(陽山 松潭祠 廟庭碑)는 대한민국 경상남도 양산시 물금읍에 있는 묘정비이다. 2009년 5월 14일 경상남도의 문화재자료 제465호 양산 가촌리 송담사 묘정비로 지정되었다가, 문화재 이전에 따라 2017년 11월 30일 양산 송담사 묘정비로 문화재 명칭과 소재지가 변경되었다.

## 개요
백수회라는 의기 넘치는 충신의 넋을 기리기 위한 비석이고, 백수회 사당 송담사가 양산 유일의 사액사라는 점에서 역사적 가치가 크며, 비문의 찬자 또는 당내 제일의 학자 홍직필이 글을 짓고 박문현이 글을 써 문화재적 가치가 높다.

## 참고 자료
- 양산 송담사 묘정비 - 국가유산청 국가유산포털